# Lotus stipularis
Lotus stipularis là một loài thực vật có hoa trong họ Đậu. Nó là loài đặc hữu của California.